# ژلکووو
ژلکووو (به لهستانی:  Żelkowo) یک روستا در لهستان است که در گمینا گوووچتسه واقع شده‌است. ژلکووو ۲۸۰ نفر جمعیت دارد.